# Canefield Airport
Canefield Airport är en flygplats i Dominica.   Den ligger i parishen Saint Paul, i den södra delen av landet, 4 km norr om huvudstaden Roseau. Canefield Airport ligger 7 meter över havet. Den ligger på ön Dominica.
Terrängen runt Canefield Airport är huvudsakligen kuperad, men åt nordväst är den platt. Havet är nära Canefield Airport åt sydväst. Runt Canefield Airport är det ganska tätbefolkat, med 155 invånare per kvadratkilometer. Närmaste större samhälle är Roseau, 4,1 km söder om Canefield Airport. I omgivningarna runt Canefield Airport växer i huvudsak städsegrön lövskog.